# Ladrón que roba a ladrón (película de 2007)
Ladrón que roba a ladrón es una película de Estados Unidos del año 2007. Dirigida por Joe Menéndez y protagonizada por Fernando Colunga, Miguel Varoni y Saúl Lisazo, coprotagonizada por Julie Gonzalo, Ivonne Montero, Gabriel Soto y Sonya Smith entre otros.

## Argumento
Emilio (Miguel Varoni) es un ladrón que vive en Estados Unidos, donde ayuda a gente inmigrante, mientras que Alejandro (Fernando Colunga) es un distribuidor de películas pirata y falsificador de documentos, y que es amigo de Emilio. En el pasado, ambos formaban un equipo de ladrones profesionales, pero quieren volverlo a hacer al planear un gran robo contra Moctezuma Valdez (Saúl Lisazo), un multimillonario que se hizo rico a través de productos defectuosos en infomerciales, especialmente estafando a gente inmigrante de Latinoamérica.
Con todo esto, Emilio quiere llamar a su gente para robarle a Claudio Silvestrini (El verdadero nombre De Moctezuma Valdez) pero no logra hacerlo por lo que, Alejandro le comenta que conoce de gente hábil para el plan a ejecutar, aunque Emilio desconfía totalmente debido a que los mencionados eran inmigrantes. Es donde Alejandro describe a cada uno: Julio (Jojo Henrickson) es un experto en computadoras y tecnología, Rafael (Ruben Garfias) es un cuidador de autos mientras que su hija Rafaela (Ivonne Montero) es mecánica automotriz, Miguelito (Oscar Torre) es un actor de teatro proveniente de Cuba, y Aníbal (Gabriel Soto) es un obrero de construcción.
Al reunirlos a todos en la capilla como punto de encuentro, Alejandro comenta el plan con lujo de detalles pero los citados se ven desanimados por lo que se retiran del lugar, hasta que Emilio revela el objetivo del plan: robarle a Moctezuma Valdez. A través de un flashback, Emilio relata que Moctezuma en realidad se llama Claudio Silvestrini, y que los productos que ha promocionado ha dañado a muchas personas, al punto de afectarlos en su salud física. Esto conmueve a los reunidos y todos aceptan ser parte del robo.
Emilio explica los detalles relacionados al robo. Aquí se revela que Alejandro tiene una relación amorosa con Gloria (Julie Gonzalo), la niñera de Valdez. Esto permite que el grupo tenga acceso a la mansión de Valdez para llevar a cabo el robo. Mientras que Aníbal cava un túnel hacia la mansión, el resto debe enfocarse de crear distracciones para no ser descubierto y protegido. Llegada la fiesta que había sido organizada en honor a Valdez, Emilio se infiltró como invitado en compañía de Rafaela como su acompañante; y a la vez, Alejandro, Julio y Miguelito se infiltran dentro de la empresa para robar información.
Durante el evento, Valdez y Emilio se encuentran y se revelan algunos detalles. Resulta que ambos eran parte de un equipo de ladrones profesionales junto a un tercero (llamado Catarino); y que la razón por la que Claudio dejara el grupo y se cambiara de nombre a Moctezuma Valdez, fue por la ambición de ser rico. Momentos después, en tanto que se desarrollaba el discurso de Valdez en dicha fiesta, Alejandro fue a causar una pelea en medio de los invitados, y esto sirvió de distracción para llevar a cabo la última parte del plan: Robar el dinero de la caja fuerte.
En una confusión de hechos, Valdez se da cuenta de que algo pasó en su mansión con respecto a su dinero por lo que manda a averiguar la mansión pero al darse esto, Emilio en compañía del equipo ya habían saqueado la bóveda. Y es donde se revela un nuevo detalle del plan, Gloria era una infiltrada de Emilio, y era la esposa de Alejandro. Valdez manda a revisar toda la mansión e inspeccionar a todos los invitados, incluyendo a Emilio pero no tuvo resultado alguno, ya que el dinero fue sacado de la mansión de otro modo, hecho por Alejandro y Julio. Sin poder demostrar culpabilidad sobre alguien, Valdez continúa investigando fracasadamente, mientras que Emilio y su equipo celebra con éxito el robo.
Al final, Emilio revela el objetivo del robo: tomar el dinero y en partes correspondientes, devolverle a cada persona su inversión en los falsos productos de Valdez. Y una de las personas a las que Emilio ayuda es precisamente la viuda de Catarino, quien resultó ser el padre de Gloria (quien en realidad se llamaba Dora). La escena final es Alejandro y su esposa entregándole un auto a Emilio para que pueda ir a toda parte, detalle que Emilio acepta y decide irse de viaje.

## Reparto
- Fernando Colunga como Alejandro
- Miguel Varoni como Emilio
- Saúl Lisazo como Claudio Silvestrini Alias Moctezuma Valdez
- Ivonne Montero como Rafaela "Rafa"
- Rubén Garfias como Rafael
- Gabriel Soto como Aníbal
- Óscar Torre como Miguelito
- Jojo Henrickson como Julio
- Julie Gonzalo como Gloria
- Sonya Smith como Verónica
- Richard Azurdia como Primitivo
- Jon Molerio como Guardia de Cabina
- Silvia Curiel como María
- James McNamara como Padre O´Malley
- Art Bonilla como Coyote
- Rick Najera como Guardia
- Eduardo Antonio Garcia como Sergio
- Lidia Pires
- Manolo Travieso
- George Boyd como Catarino
- Eve Müller como Sra. Catarino

## Taquilla
Recaudó $6,875,089 tras ser estrenada en Estados Unidos, México, Centroamérica y Colombia.